# 夏の嵐 (1954年の映画)

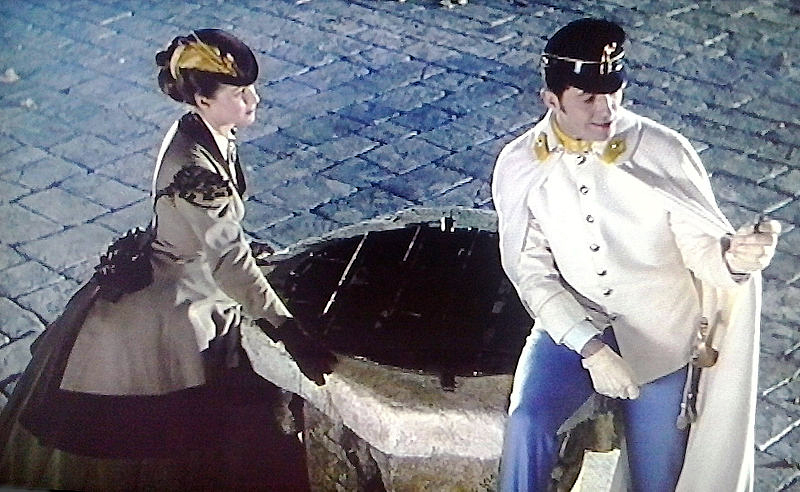

『夏の嵐』（なつのあらし、イタリア語: Senso, 「官能」の意）は、1954年公開のイタリア映画である。監督はルキノ・ヴィスコンティ。テクニカラー、ビスタサイズ（1.66：1）、121分。
原作はカミロ・ボイトの短篇小説『官能』（Senso）で、伊墺戦争を背景に、ヴェネツィアの伯爵夫人とオーストリア軍の将校との破滅的な恋をオペラ的に描いた歴史大作である。ヴィスコンティ監督初のテクニカラー作品。音楽にアントン・ブルックナーの交響曲第7番が用いられている。テネシー・ウィリアムズが台詞を協力し、監督助手としてフランチェスコ・ロージとフランコ・ゼフィレッリが参加している。冒頭で上演されるオペラはジュゼッペ・ヴェルディの『イル・トロヴァトーレ』である。

## ストーリー
1866年、オーストリア占領下のヴェネツィア。フェニーチェ歌劇場でオーストリア軍のフランツ・マーラー中尉（ファーリー・グレンジャー）と反占領軍運動の指導者ロベルト・ウッソーニ侯爵（マッシモ・ジロッティ）の決闘騒ぎが起こる。リヴィア（アリダ・ヴァッリ）は従兄のロベルトを救うため、フランツを桟敷席に招き、決闘の申し出を断るように頼む。決闘は免れたが、フランツの密告でロベルトは捕まって流刑になってしまう。リヴィアは夫のセルピエーリ伯爵に助けを求めたが、取り合ってくれなかった。
その夜、フランツと再会したリヴィアは彼に言葉巧みに言い寄られ、恋に落ちてしまう。秘密の部屋を借りて逢瀬を重ねる2人だったが、ある日、約束の時間になってもフランツが現れない。リヴィアは彼の宿舎に行ってみるが、フランツの姿はなく、仲間の将校から彼の遊び癖を聞かされる。やがて開戦し、フランツに会えないまま夫とアルデーノへ行くことになった。
そこへ突然フランツが現れ、リヴィアの思いが再燃してしまった。リヴィアはフランツ愛しさのあまり、ロベルトから預かった義援金を渡して医者を買収する費用にし、フランツを除隊させる。彼を追ってヴェローナへ行くと、酔っていたフランツは娼婦のクララを彼女に会わせ、口汚く罵った。ショックを受けたリヴィアは軍に事実を密告し、フランツは銃殺刑となる。リヴィアはフランツの名を泣き叫びながら暗い夜道を歩いていった。

## キャスト
| 役名                           | 俳優                     | 日本語吹替     | 日本語吹替                         |
| 役名                           | 俳優                     | フジテレビ版   | TBS版                              |
| ------------------------------ | ------------------------ | -------------- | ---------------------------------- |
| フランツ・マーラー中尉         | ファーリー・グレンジャー | 高山栄         | 堀勝之祐                           |
| リヴィア・セルピエーリ伯爵夫人 | アリダ・ヴァリ           | 藤野節子       | 武藤礼子                           |
| ロベルト・ウッソーニ侯爵       | マッシモ・ジロッティ     | 細井重之       | 嶋俊介                             |
| ラウラ                         | リーナ・モレッリ         |                | 浜田寸躬子                         |
| ルカ                           | セルジオ・ファントーニ   |                | 仲木隆司                           |
| 娼婦クララ                     | マルチェッラ・マリアーニ |                | 青木めい子                         |
| セルピエーリ伯爵               | ハインツ・モーグ         |                | 藤本譲                             |
| ボヘミアの士官                 | クリスチャン・マルカン   |                |                                    |
| 不明 その他                    |                          |                | 徳丸完 戸部光代 国坂伸 鈴木れい子  |
|                                |                          |                |                                    |
| 演出                           | 演出                     |                | 高桑慎一郎                         |
| 翻訳                           | 翻訳                     |                | 磯村愛子                           |
| 効果                           |                          |                |                                    |
| 調整                           |                          |                |                                    |
| 制作                           | 制作                     |                | ザック・プロモーション             |
| 解説                           | 解説                     |                | 荻昌弘                             |
| 初回放送                       | 初回放送                 | 1965年10月18日 | 1976年9月13日 『月曜ロードショー』 |

## エピソード
- ヴィスコンティは当初「カトリックの結婚」を題材にした作品を準備していたが、予備検閲機関の否定的見解で中止となった。
- スター主義者のヴィスコンティは、当初主演にマーロン・ブランドとイングリッド・バーグマンを迎える予定だったが、実現しなかった。
- 革命家ウッソーニ侯爵は物語の鍵を握る立場にある重要な人物であるように見えるが、出番が少なく印象が薄い。これについてヴィスコンティは「もっと比重をかけて描きたかったが、さまざまな拘束がそうすることを妨げた」と語っている。ウッソーニはもともとボイトの原作には登場しない人物である。
- マーラー中尉の名前は作曲家のグスタフ・マーラーにちなんでいる。のちにヴィスコンティは『ベニスに死す』でマーラーを思わせる男を主役として登場させている。
- 撮影途中、撮影監督のG・R・アルドが事故死したため、ロバート・クラスカーが後を引き継いだ。
- 本作は、日本で初めて公開されたヴィスコンティの長編作品である。今でこそ、ヴィスコンティ監督の代表作でイタリア映画史上でも重要な作品と考えられている本作だが、公開当時の日本ではほとんど無視され、1955年のキネマ旬報ベスト・テンでは30人中3人のみの投票により29位という結果に終わっている。
- アントン・ブルックナー：交響曲第7番の演奏は、フランコ・フェラーラ指揮／イタリア放送交響楽団(Orchestra Sinfonica della Radiotelevisione Italiana)である。主に、第１楽章と第2楽章から抜粋して使われている。
- オーストリア軍の宿舎で将校たちが歌っているのは、シューベルトの歌曲《菩提樹》（歌曲集「冬の旅」第５曲）である。